# 시간의 끝에서 널 기다려
《시간의 끝에서 널 기다려》(중국어: 我在时间尽头等你)는 2020년에 공개된 중국의 판타지 로맨틱 드라마 영화이다.

## 캐스팅
- 리훙치 - 린거 역
- 리이퉁 - 치우첸 역
- 판웨이 - 린리궈 역
- 장차오 - 우항 역
- 지루오 - 다후앙 역
- 궈신유 - 딩요우 역